# 武吉加里尔国家体育场
武吉加里爾國家體育場位於馬來西亞首都吉隆坡市中心以南20公里的武吉加里尔吉隆坡体育城内。武吉加里爾國家體育場是一个全座多用途体育场，也是馬來西亞國家足球隊的主场。開幕當時该体育场是世界容量第三大的體育場，可以容納110,000名觀眾，目前則可容納87,411人。该体育场目前是马来西亚最大的体育场，东南亚最大和世界第九大足球场。
该体育场於1998年1月1日由时任马来西亚首相马哈迪·莫哈末主持開幕，并在同年为1998年共和联邦运动会开幕。在这之后，武吉加里爾國家體育場承办了数项国际综合赛事运动会如2017年东南亚运动会，同时是马来西亚国际足球比赛、国家级足球总决赛如馬來西亞盃、田径比赛和演唱会的举办场所。
其与其他位于国家体育中心的建筑一样，都由马友乃德集团建设，并由Arkitek FAA、Weidleplan Consulting GMBH和Schlaich Bergermann Partner合作设计。体育场的屋顶使用薄膜结构，而建设的大部分材料都是钢筋混凝土。在此体育场启用前，默迪卡体育场是马来西亚的国家体育场。
目前该体育场和体育城内的其他体育设施正进行一项耗资1.34亿令吉的翻新计划，以迎合「吉隆坡体育城计划」。该计划并分为两个阶段，而原本位在體育館外的露天停車場也可能将会改建為商場、會議中心、多層次停車場、公園等設備。第一阶段已在2017年东南亚运动会举办前完工，并由英国设计公司博普乐思（Populous）设置了立面覆盖了体育场的外层，以及扭曲的垂直百叶窗并设有發光二極管照明，而座位也彩上了马来亚虎的黑色和黄色，同时提升现有设施。在2017年东盟残疾人运动会之后，第二阶段将会进行并将会添加可伸缩的屋顶、伸缩座椅、通风设施和新的体育设施。體育館亦獲得國際田徑總會（IAAF）及國際足球總會（FIFA）的認證標準。

## 体育场设施
下列为体育场内装备的设施：
- 68米×105米的草地
- 9条400米的塑胶跑道
- 6米×60米的热身跑道
- 1,500个流泛光灯
- 广播室
- 彩色视频矩阵记分牌
- 高科技阴极射线管视频屏幕板

## 娱乐用途

### 演唱会
| 日期              | 歌手          | 演出                                     | 观赏人数 |
| ----------------- | ------------- | ---------------------------------------- | -------- |
| 1999年4月23至24日 | 张学友        | 友個人99世界巡迴演唱會                   | 50,000   |
| 2002年3月16日     | 郑秀文        | Shocking Colors演唱會                    |          |
| 2002年3月23日     | 张学友        | 音乐之旅世界巡迴演唱會                   | 32,000   |
| 2002年7月13日     | 王力宏        | 不可思议世界巡回演唱会                   |          |
| 2002年8月3日      | 孙燕姿        | Start世界巡回演唱会                      |          |
| 2002年9月28日     | 動力火車      | 動力無限演唱會                           |          |
| 2003年2月14日     | F4            | Fantasy世界巡回演唱会                    |          |
| 2004年8月21日     | 茜蒂·諾哈麗莎 | Fantasia Tour Finale Live In Bukit Jalil | 70,000   |
| 2004年11月6日     | S.H.E         | 奇幻乐园世界巡回演唱会                   | 40,000   |
| 2006年8月26日     | 陈奕迅        | 陈奕迅Get A Life大马演唱会               |          |
| 2006年10月28日    | 陶喆          | 就是愛你音樂驚奇之旅世界巡迴演唱會       | 12,000   |
| 2007年1月27日     | 郑智薰        | Rain世界巡回演唱会Rain's Coming          |          |
| 2007年3月4日      | 王力宏        | 蓋世英雄世界巡迴演唱會                   |          |
| 2007年9月14日     | 张学友        | 學友光年世界巡迴演唱會                   |          |
| 2009年3月20日     | 張惠妹        | Star世界巡迴演唱會                       | 18,000   |
| 2009年5月2日      | 王力宏        | MUSIC-MAN世界巡迴演唱會                  | 25,000   |
| 2009年6月13日     | 梁靜茹        | 今天情人节世界巡回演唱会                 |          |
| 2010年3月6日      | S.H.E         | 爱而为一世界巡回演唱会                   |          |
| 2010年7月7日      | 亚瑟小子      | OMG Tour                                 | 10,000   |
| 2010年10月19日    | 帕拉摩爾樂團  | Brand New Eyes World Tour                |          |
| 2013年6月22日     | G-Dragon      | 獨一無二世界巡迴演唱會                   | 28,000   |
| 2013年8月19日     | 聯合公園      | Living Things World Tour                 | 25,000   |
| 2019年4月13日     | Ed Sheeran    | ÷ Tour                                   | 41,000   |
| 2019年12月7日     | 林俊傑        | 聖所2.0世界巡迴演唱會                    | 40,000   |
| 2022年8月19日     | 比莉·艾利什   | 怪樂的不得了世界巡迴演唱會               | 24,963   |
| 2022年12月18日    | 林俊傑        | JJ20世界巡迴演唱會                       | 30,000   |
| 2023年1月15日     | 周杰倫        | 嘉年華世界巡迴演唱會                     | 45,000   |
| 2023年1月28日     | A. R. Rahman  | Secret of Success                        | 67,000   |
| 2023年2月11日     | 五月天        | 好好好想見到你演唱会                     | 35,000   |
| 2023年3月4日      | BLACKPINK     | Born Pink World Tour                     | 62,642   |
| 2023年7月29日     | 缪斯乐队      | Will of the People World Tour            | 53,000   |
| 2023年11月22日    | 酷玩樂團      | 星際漫遊世界巡迴演唱會                   | 81,812   |
| 2024年2月24日     | Ed Sheeran    | +–=÷× Tour                               | 50,277   |
| 2024年9月17日     | Bruno Mars    | Bruno Mars Live In Malaysia              | 50,000   |
| 2024年10月26日    | 周杰倫        | 嘉年華世界巡迴演唱會                     | 62,000   |
| 2024年11月23日    | 薛之谦        | “天外来物”世界巡回演唱会                 | 40,000   |
| 2025年2月15日     | 鄧紫棋        | I AM GLORIA 世界巡回演唱會               | 50,000   |
| 2025年5月10日     | 林俊傑        | JJ20 FINAL LAP世界巡迴演唱會             | 50,000   |

### 其他娱乐活动
- 2007年4月21日 狂野夏洛特《MTV LIVE with Good Charlotte》，在体育场外的停车场举办
- 2007年12月22日 《十分红演唱会2007》
- 2009年12月19日 《十分红演唱会2009》
- 2010年12月18日 《十分红演唱会2010》
- 2011年12月17日 《十分红演唱会2011》
- 2017年5月11日 巫統71周年庆
- 2023年9月9日 《燃烧吧！我们的哥演唱会》

## 主要赛事
- 2017年东南亚运动会
- 田賽和徑賽－1998年共和联邦运动会、2001年东南亚运动会、2008年东盟大学生运动会、2015年东盟公务员运动会和2017年东南亚运动会。
- 馬來西亞盃决赛
- 馬來西亞足總盃决赛
- 2003年英超亞洲盃
- 2007年亞足聯亞洲盃
- 2007年冠军青年杯（英语：Champions Youth Cup 2007）
- 曼徹斯特聯足球俱樂部2001和2009年亚洲巡回
- 2010年東南亞足球錦標賽第一场决赛
- 利物浦足球俱乐部2011年7月16日和2015年7月24日亚洲巡回
- 切尔西足球俱乐部2011年亚洲夏季巡回[24]
- 阿森纳足球俱乐部2011和2012年赛季前亚洲巡回[25]
- 2014年東南亞足球錦標賽，第二场决赛
- 2018年东南亚足球锦标赛，第一场决赛

## 图片集

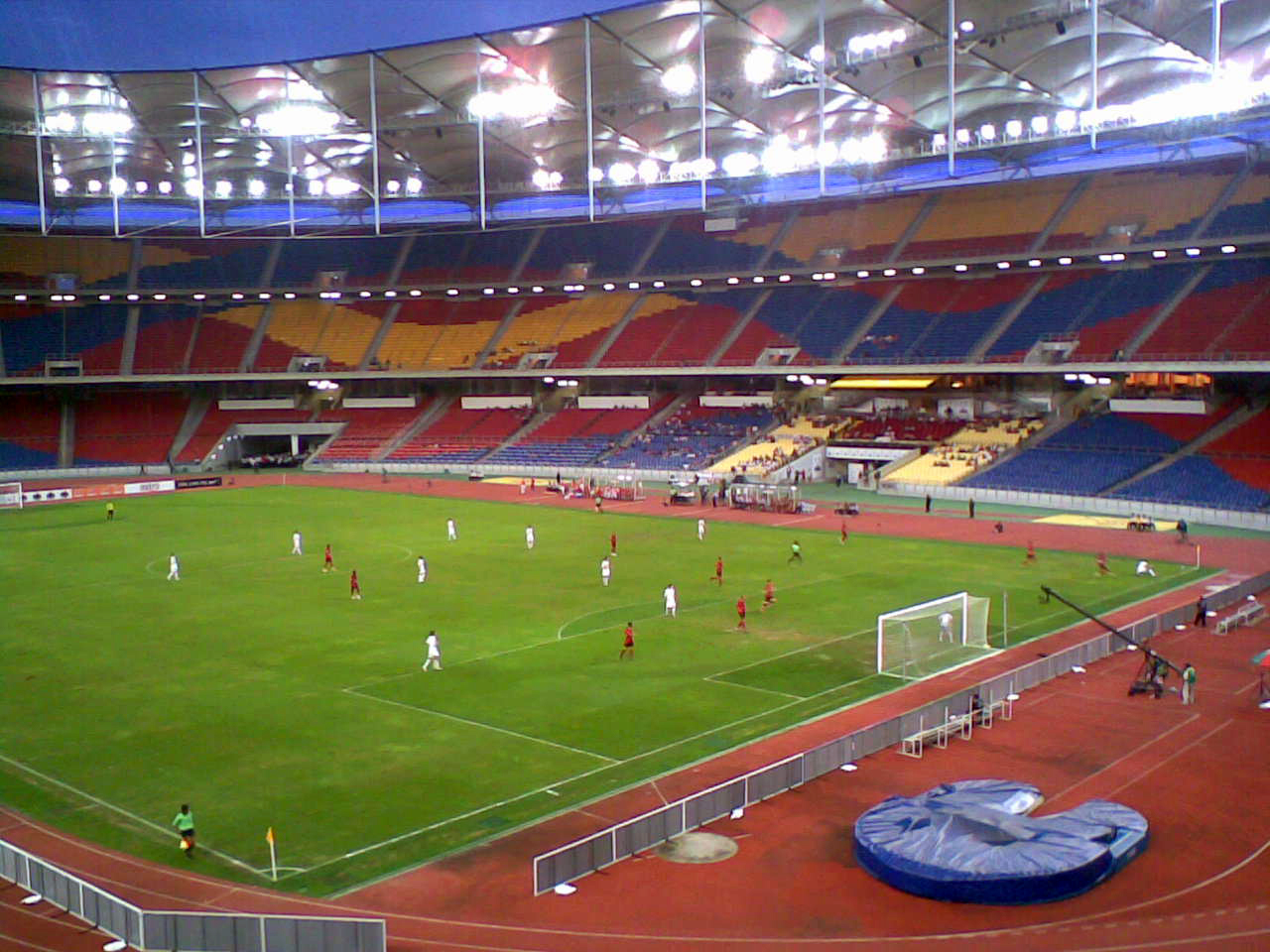
正在举行比赛的体育场
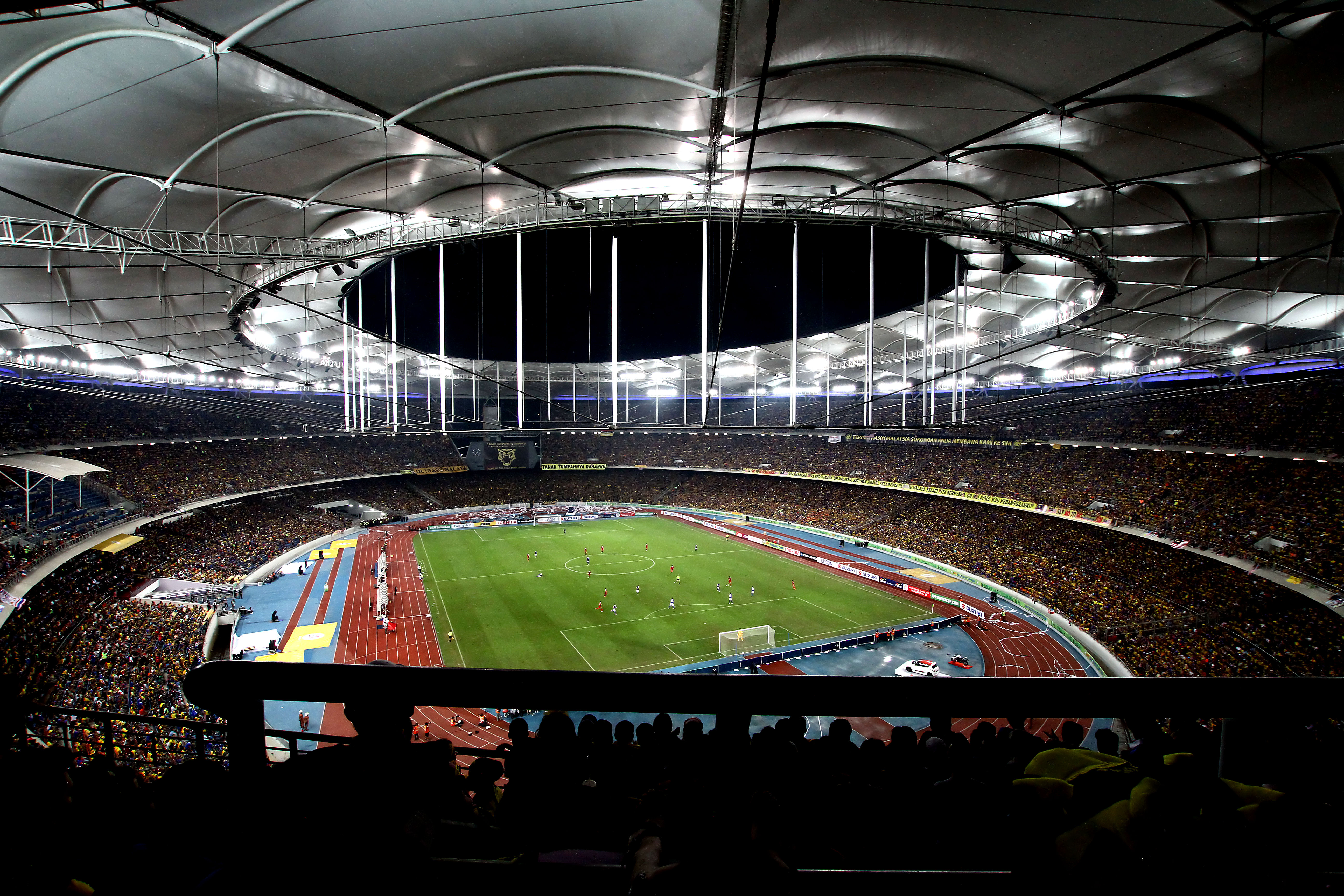
2014年東南亞足球錦標賽决赛